# Parc aquatique
Ne doit pas être confondu avec Parc de loisirs ou Piscine à vagues.

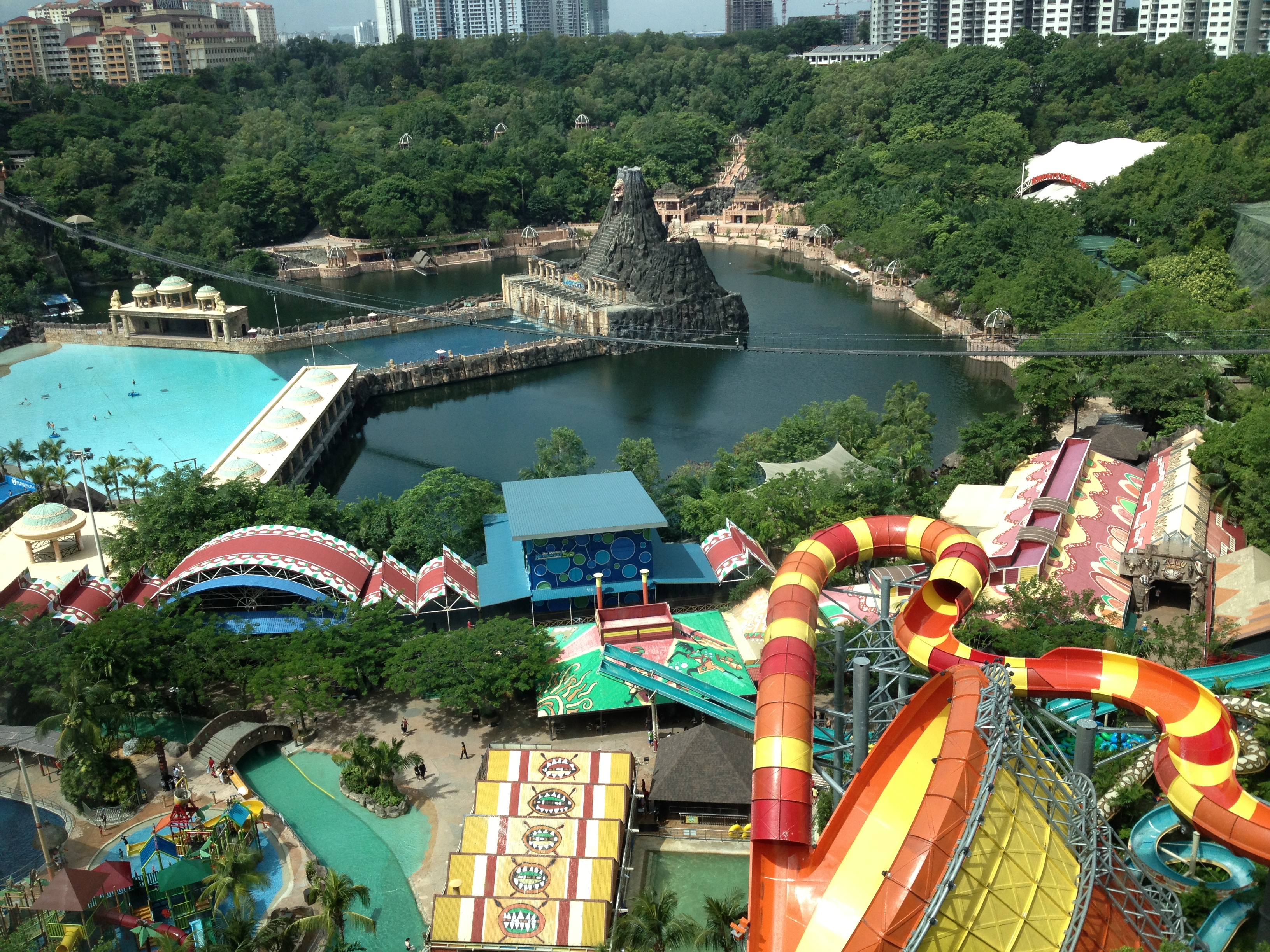
Sunway Lagoon, un parc aquatique en Malaisie.

Un parc aquatique est une installation de loisirs et de détente, entièrement ou partiellement couverte et parsemée d'attractions aquatiques telles que des piscines, des piscines à vagues, des plages naturelles ou synthétiques, des jacuzzis, des toboggans aquatiques, des rivières paresseuses, divers brumisateurs ou fontaines. Les parcs aquatiques les plus évolués peuvent aussi proposer de puissantes installations créant des vagues artificielles, permettant de pratiquer diverses pratiques sportives telles que le surf, le bodyboard, des installations éventuelles d'aquagym avec vélos,
etc.

## Caractéristiques
Un parc aquatique possède, par rapport à une piscine traditionnelle, de nombreuses particularités et différences, s'apparentant ou s'associant aux parcs d'attractions :
- L'eau est généralement tiède, généralement plus chaude pour un grand bassin de piscine, d'environ 30°, recyclée plus régulièrement (d'où une moins importante dose de chlore), et des jacuzzis bouillonnants d'eau plus chaude encore y sont disposés.
- L'environnement n'est pas structuré pour effectuer du sport de natation ou de la compétition, ni des longueurs[1], mais entièrement pour se détendre ou s'amuser, et est décoré : le bassin n'est pas olympique et symétriquement rectangulaire, mais souvent arrondi comme un étang, avec quelques décorations exotiques.
- La profondeur du bassin maximale est de 1,50 m (analogue à celle d'un petit bassin de piscine pour enfants), alors qu'elle peut atteindre 3,80 m pour un bassin intérieur de piscine[2]
- Des vagues artificielles sont générées à intervalle régulier.
- De nombreux toboggans de différentes formes et pente sont disposés pour les amateurs de sensations, alors que les piscines sont éventuellement dotées de plongeoirs
- Pour ces raisons, le tarif d'entrée est souvent plus élevé que pour celui d'une piscine traditionnelle.

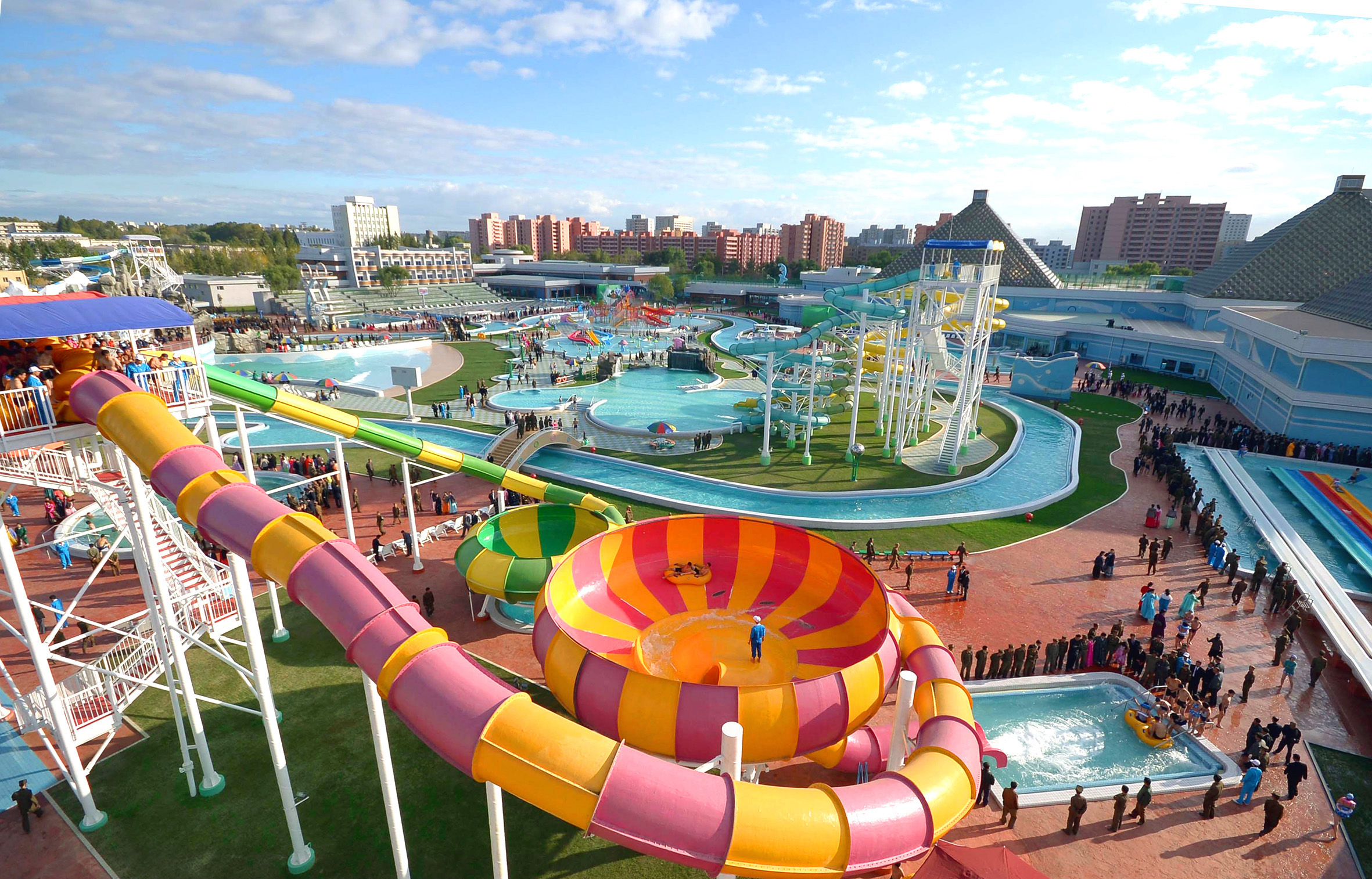
Parc aquatique de Munsu (Corée du Nord).

Depuis la fin des années 1970 et la généralisation des parcs aquatiques, certains parcs d'attractions déjà établis se dotent de telles infrastructures pour élargir leur offre. C'est le cas par exemple de Walt Disney World Resort en 1976, de Worlds of Fun en 1982, de Six Flags Astroworld en 1983, de Duinrell en 1984, Walibi Rhône-Alpes en 1986, Walibi Belgium et Sea World en 1987.
De grands parcs d'attractions européens construisent depuis les années 2000 un parc aquatique accolé au parc principal. Dans le but de favoriser leurs clients à séjourner sur place, ces derniers peuvent éventuellement opter pour un forfait de plusieurs journées combinées "2 parcs", en incluant l'une des journées au parc aquatique. C'est le cas par exemple de PortAventura World depuis 2002, Alton Towers et Mirabilandia depuis 2003, Gardaland de 2006 à 2014 et en 2020, Parque Warner Madrid depuis 2014, Attractiepark Slagharen depuis 2015 et Europa-Park en 2019.

## Historique

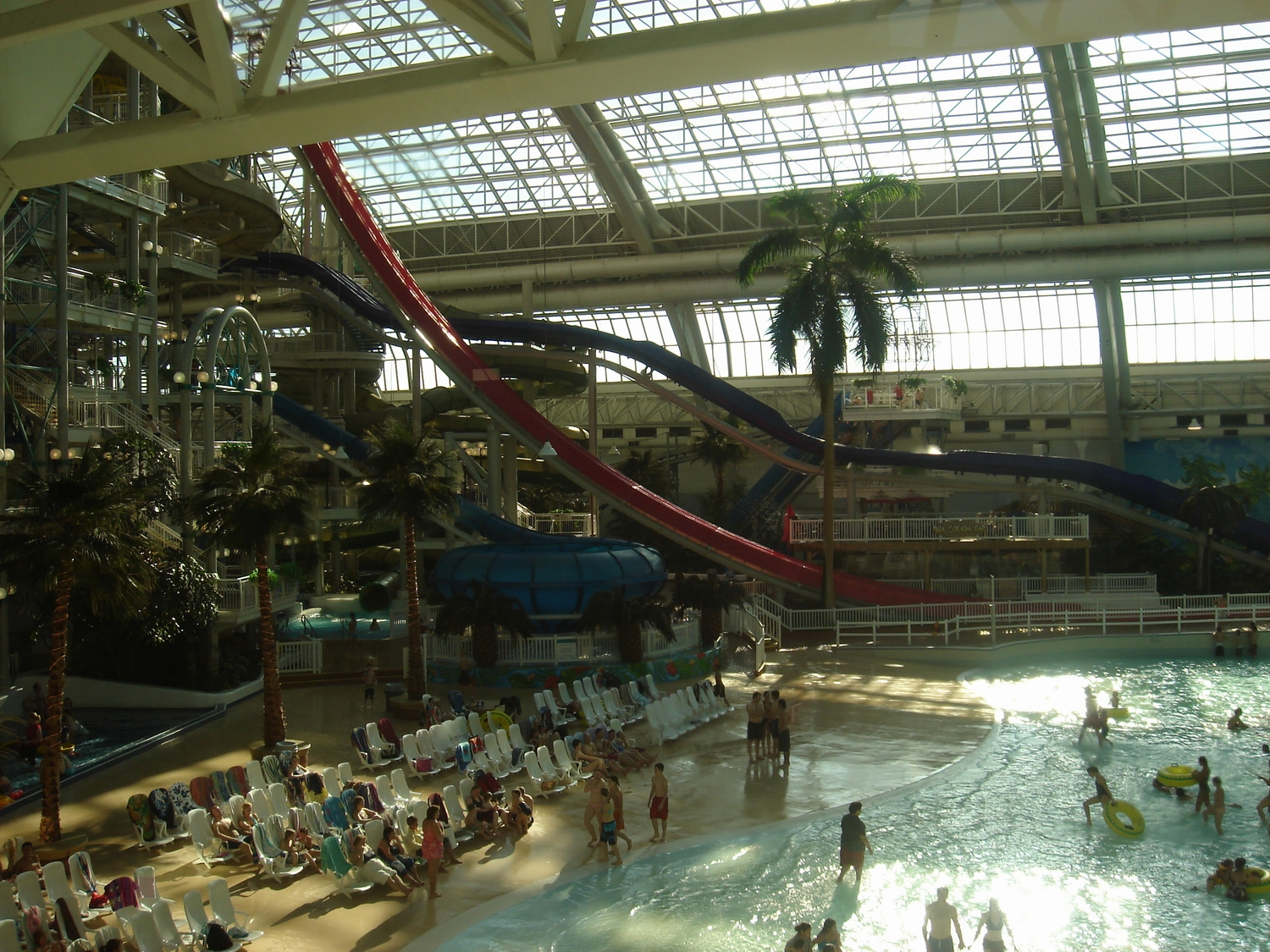
World Waterpark, Canada

Les parcs aquatiques ont été introduits aux États-Unis à la fin des années 1940.
Parmi les parcs aquatiques notables, il existe les exemples des sites américains Disney's River Country ouvert en 1976 et premier parc aquatique Disney, Wet 'n Wild Orlando ouvert en 1977 (premier de la chaîne homonyme, il reçoit 1,259 million de nageurs en 2013), Schlitterbahn ouvert au Texas en 1979 (premier de la chaîne homonyme, il reçoit 1,016 million de nageurs en 2018), Oceans of Fun ouvert en 1982, Six Flags WaterWorld ouvert en 1983 sous le nom Water World ou le français Aqualand Cap d'Agde ouvert la même année et premier de la chaîne homonyme,,,,,.
Parmi les premiers parcs aquatiques intérieurs, quelques installations sont notables telles Nautiland à Haguenau (France, 1984 ; il reçoit 217 000 nageurs en 1991 et 216 676 en 1996), Tikibad à Duinrell (Pays-Bas, 1984 ; il reçoit 800 000 nageurs en 2018), l'Aqua Mundo du Center Parc De Eemhof situé à Zeewolde (Pays-Bas, 1980) et Alpamare (Suisse, 1977),,,.
Le parc français Aqualud est en fonction de 1985 à 2021,. En 1986 World Waterpark (en) ouvre au public dans la ville canadienne d'Edmonton dans le West Edmonton Mall,. En 2016, il est le plus grand parc aquatique intérieur en Amérique du Nord,.
Le parc allemand Tropical Islands, avec une superficie de 66 000 m2, est en 2016 le plus grand parc aquatique intérieur du monde,. Il reçoit 1,2 million de nageurs en 2018.
Chaque parc propose des toboggans aquatiques de plus en plus élevés, sensationnels et périlleux, dont notamment des toboggans à trappe, et rivalise de nouvelles idées dans l'originalité, tels que :
- L'Aquaventure Water Park, situé à Dubaï, dont un toboggan offre un plongeon de plus de 27 mètres à travers un lagon peuplé de requins
- Water Cube de Pékin, au milieu d'un décors de méduses
- L'Aréa 47, à l’entrée de la vallée d’Ötztal en Autriche, propose au milieu de nombreuses activités d'adrénaline, un simulateur de tsunami propulsant la personne à 9 mètres de haut[24].

Chimelong Waterpark reçoit 2 740 000 visiteurs en 2018. Il se place en tête mondialement en termes de fréquentation. Il est suivi par Disney's Typhoon Lagoon avec 2 271 000 nageurs. Le trio de tête est fermé par Disney's Blizzard Beach avec 2 003 000 visiteurs.
Dans la Marne, le parc flottant Aquader revendique d'être le plus grand « parc flottant » de France et l'un des plus grands d'Europe. 80 modules flottants sont assemblés sur un lac et forment une structure de 70 m2.